# الحضارة الكيكلادية
الحضارة الكيكلادية هي حضارة ظهرت في بداية العصر البرونزي في بحر إيجة في اليونان القديم قبل حوالي 1050ق م-3200ق م. ومن خلال بعض الحفريات تظهر بأن هذه الحضارة نشئت ما بين اواخر العصر الحجري وأوائل العصر البرونزي ودلت بعض الحفريات التي تعود إلى اواسط العصر البرونزي عن حضارة نشأت في جنوب جزيرة كريت إلا أن معظم اثارها دمرت أو سرقت مم يلف بعض الغموض على هذه الحضارة .

## نبذة تاريخية
تُعرف الحضارة الكيكلادية في العصر الحجري الحديث والعصر البرونزي الحديث بتصويرها للإلهات في صورة إناث نحيفات منحوتات من الرخام الأبيض النقي، بقرون قبل العصر البرونزي الأوسط («الحضارة المينوسية») نشأت تلك الحضارة من كريت حتى الجنوب. سُرقت هذه الأشكال من المدفونات لإشباع سوق الآثار الكيكلادية في أول القرن العشرين. لم يُعرف أصل هذه الآثار، إلا 40% من 1400 أثر؛ ذلك لأن المحتالين دمروا سائر الأدلة عن أصلها.
نشأت حضارة حجرية مميزة سكنت في الأناضول وأرض اليونان، نشأت أوليًا في المنطقة الإيجية الغربية قبل الميلاد بـ4000 سنة، وقامت على القمح ثنائي الحبة والأغنام والماعز والخنازير والتونة التي جاءت من القوارب الصغيرة. شملت المواقع التي خضعت للتنقيب كل من تشالاندريانى، وفيلاكوبي، وسكاركوس، وسالياغوس، وأمورغوس، وناكسوس، وكيفاليا (على جزيرة كيا)، التي تظهر علامات العمل في صناعة النحاس. تُمثل كيا موقع سكان العصر البرونزي في موقع يُسمى آيا آيريني، الذي وصل لذروته في نهاية العصر المينوسي وأول العصر اليونان الموكيانية (1600-1400 قبل الميلاد). غطت مدينة اليونان الموكيانية في ناكسوس (نحو 1300 قبل الميلاد) المنطقة المعروفة اليوم في جزيرة مرمرة، واكتُشف جزء منها تحت المساحة الموجودة أمام الكاتدرائية الأورثوزكسية، في كورا، حيث يوجد الموقع الأثري لغروتا اليوم.
كانت ناكسوس مأهولة بالسكان منذ الألفية الرابعة قبل الميلاد حتى الآن دون انقطاع. تؤكد دراسة الأعلام أن ناكسوس لم تخل أبدًا من السكان. لا تستطيع أي جزيرة كيكلادية أن تسع سوى بضع آلاف من السكان، ولكن تظهر القوارب الكيكلادية المتأخرة إمكانية تجمع خمسين مجدف من المجتمعات المتفرقة. عندما نشأت ثقافة القصور المنظمة في كريت، انتهت أهمية الجزر، باستثناء كيا وناكسوس وديلوس، احتفظت الأخيرة بالسمعة الأثرية، باعتبارها مزارًا خلال فترة الحضارة الإغريقية الكلاسيكية.
تُقسم الفترة التاريخية للحضارة الكيكلادية إلى ثلاث حقب: مبكرة ووسطى ومتأخرة. تبدأ الحقبة المبكرة من عام 3000 قبل الميلاد، تواصلت في الحقبة الكيكلادية الوسطى المظلمة أثريًا 2500 قبل الميلاد. وقع الانقسام بين الحضارتين الكيكلادية والحضارة المينوسية.

## الآثار
وقعت التنقيبات الأثرية الأولى في ثمانينيات القرن التاسع عشر، وتبعها عملًا نظاميًا قامت به المدرسة البريطانية في أثينا، وكريستوس سونتاس، الذي استكشف مواقع المدفونات في العديد من الجزر بين عامي 1898-1899، وصك مصطلح «الحضارة الكيكلادية». توقف الاهتمام بالآثار، وتواصل في منتصف القرن العشرين، إذ تنافس المجمعون للبحث عن قطع أثرية حديثة المظهر تبدو مشابهة لتمثال جان آرب أو كونستانتين برانكوشي. نُهبت تلك المواقع وخضعت للتجارة الكثيفة بعد عمليات النهب التي نشأت حينذاك. دُمر السياق الذي نحتت فيه أغلب تماثيل الحضارة الكيكلادية، وبالتالي لم يُفهم معناها أبدًا. تُعتبر آثار المقالي من الأشياء المثيرة والغريبة للحضارة الكيكلادية.
تطورت الحضارة الكيكلادية المبكرة على ثلاث مراحل: بين 3300 و2000 قبل الميلاد، عندما انغمرت في الحضارة المينوسية الناشئة في كريت. تُظهر تنقيبات الآثار في كنوسوس على كريت تأثير الحضارة الكيكلادية على كنوسوس في الفترة المحصورة بين 3400 و2000 قبل الميلاد، ومن الأدلة على ذلك آثار الفخاريات في كنوسوس.